# Наутофон

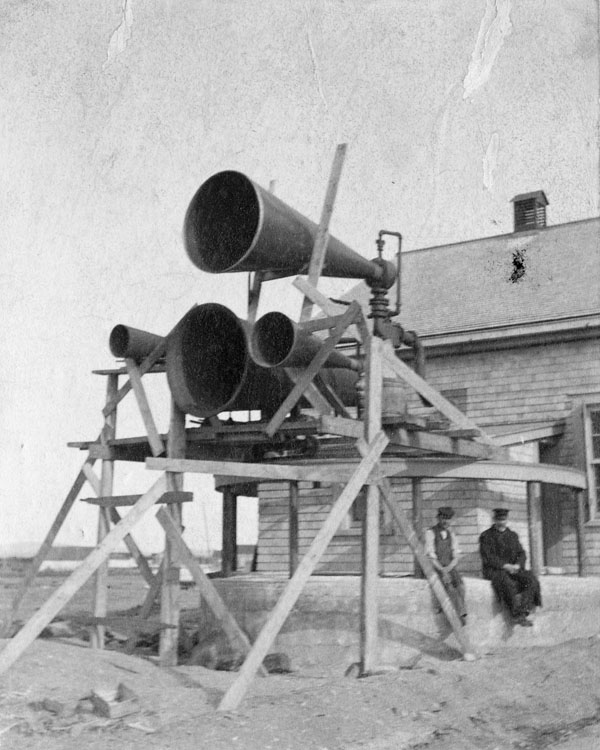
Наутофон в Римуски (Канада). Фотография 1903 года

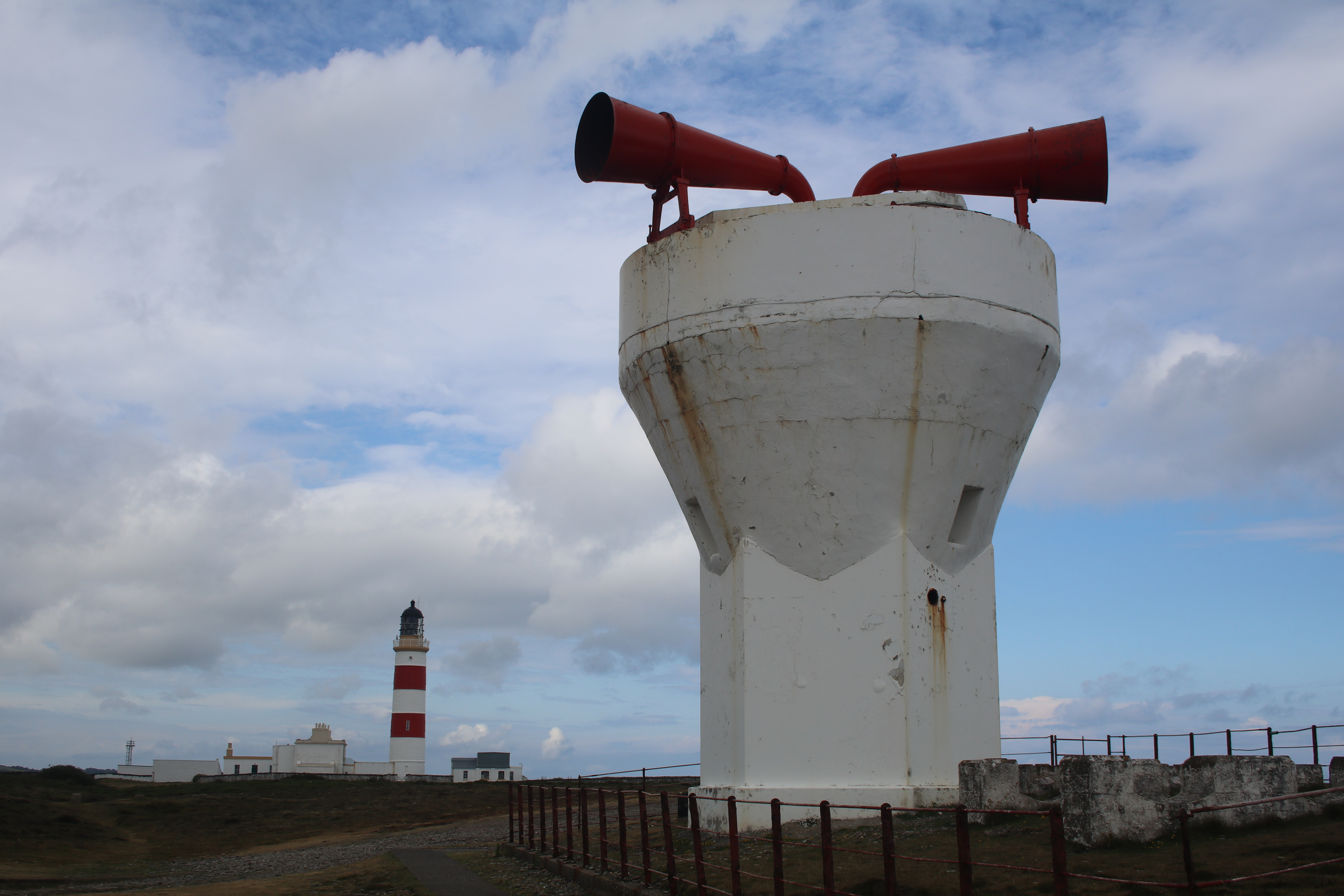
Наутофон маяка на мысе Эр

Наутофо́н (от др.-греч. ναύτης — мореплаватель + др.-греч. φωνή — звук) — электромагнитный излучатель звуков высокого тона мембранного типа.
Устанавливается на маяке или ином береговом объекте. Используется в условиях тумана и при иных причинах пониженной видимости для оповещения проходящих кораблей. Навигационные объекты, на которых установлены наутофоны, обозначаются в морских лоциях и на морских картах буквой «н».
В обычных условиях дальность, на которой слышен звук наутофона, составляет 15 морских миль (около 28 километров).

## История
В конце 1850-х  канадский изобретатель Роберт Фулиссвет представил первый «туманный горн» c паровым приводом. По легенде,он услышал, как его дочь играет на пианино в отдалении, и понял, что низкие звуки слышны на расстоянии лучше. 
Позже наутофоном стали называть более совершенные, электромагнитные приборы. Наутофон — устройство в котором источником звука является стальная мембрана, приводимая в колебание с помощью электромагнита. Установка позволяет получать разнообразные звуковые характеристики.

## Устройство
Электрическая энергия преобразовывается в звуковую посредством специального прибора, называемого звукоизлучателем. Эта электроаккустическая установка состоит из дизель-электрического агрегата, дающего постоянный ток 110—115В, агрегата типа ОН, преобразовывающего постоянный ток в однофазный переменный ток повышенной частоты, кодового механизма, щита управления, звукоизлучателя и кабеля, питающего звукоизлучатель.

## Принцип действия
До тех пор, пока через катушку не проходит ток, магнитное поле вокруг неё отсутствует и мембрана находится в состоянии покоя, которое совпадает с ее исходным положением. При подаче тока через катушку пропускается переменный ток, вокруг неё образуется переменное магнитное поле. При воздействием магнитного потока, якорь притягивается к магнитной цепи и увлекает за собой мембрану, которая при этом прогибается. При нулевом значении тока магнитный поток вокруг катушки исчезает, а вместе с ним исчезает усилие, притягивающее якорь к магнитной цепи, и мембрана возвращается в исходное положение, увлекая за собой якорь. Частота переменного тока, питающего катушку излучателя, равна 250 Гц, частота колебаний мембраны больше в 2 раза, т. е. 250 * 2 = 500 Гц. Эти колебания мембраны излучателя и являются источником звука. 
Наутофон существенно выигрывает перед пневматической сиреной в значительно меньших габаритных размерах. Электротехническое оборудование наутофона можно поместить в одной комнате, а излучатель при помощи кабеля вынести непосредственно к ограждаемой опасности.